# Чехарда премьеров

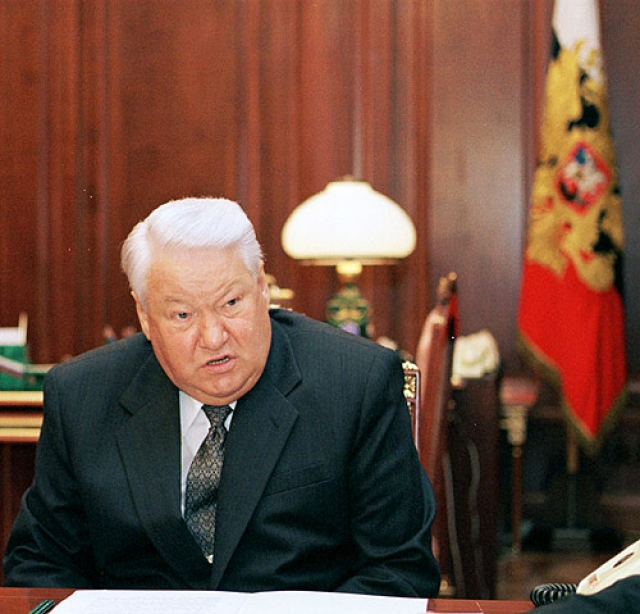
Президент России Борис Ельцин. 1999

«Чехарда премьеров» — политический кризис, произошедший в России в 1998—1999 годах, во время второго президентского срока Б. Н. Ельцина, и выразившийся в последовательной смене шести председателей правительства России (премьер-министров) в течение двух календарных лет. Завершился назначением на эту должность В. В. Путина, ставшего преемником Ельцина и, в будущем, новым президентом России.

## Хронология
- Виктор Степанович Черномырдин (25 декабря 1993 — 23 марта 1998)
- Сергей Владиленович Кириенко (24 апреля — 23 августа 1998[1])
- Виктор Степанович Черномырдин (23 августа[2] — 11 сентября 1998, исполняющий обязанности)
- Евгений Максимович Примаков (11 сентября 1998[3] — 12 мая 1999)
- Сергей Вадимович Степашин (12 мая[4] — 9 августа 1999 года)
- Владимир Владимирович Путин (9 августа 1999[5] — 7 мая 2000)